# 国立公衆衛生院

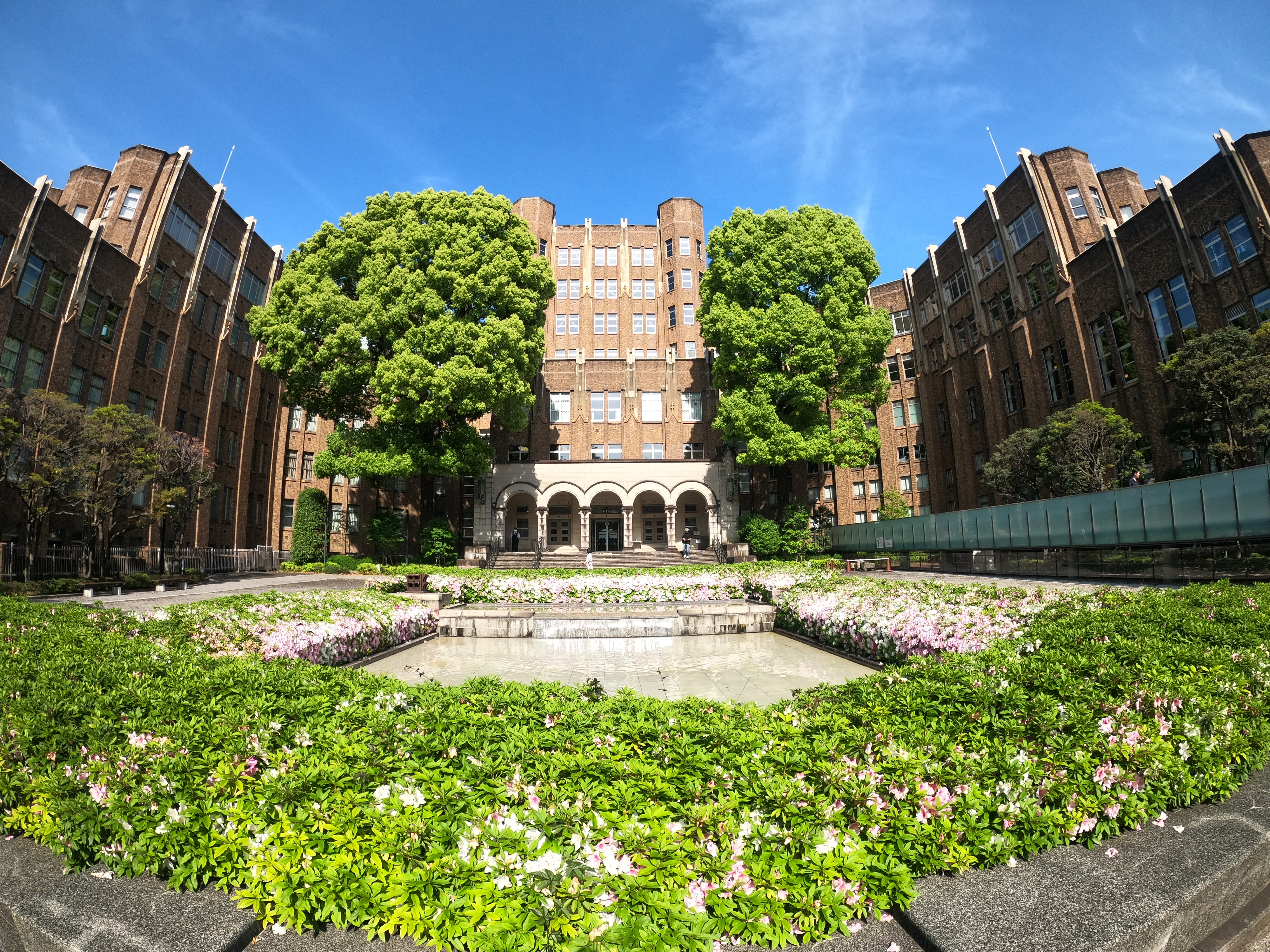
港区立郷土歴史館（旧国立公衆衛生院）

国立公衆衛生院（こくりつこうしゅうえいせいいん、The Institute of Public Health）は、日本の公衆衛生の向上を目的として存在していた研究・教育機関。1938年（昭和13年）に設立されて2002年（平成14年）に改組・廃止された。現在の国立保健医療科学院の前身の一つ。設置場所は現在の東京都港区白金台。
2002年4月1日付けで組織が改組され、国立感染症研究所の一部などと共に国立保健医療科学院となり、多極分散型国土形成促進法により埼玉県和光市に移転した。白金台の旧建物は文化財的価値から保存され、港区立郷土歴史館として2018年にオープンした。

## 機関の位置づけ
国立公衆衛生院は、日本の公衆衛生の改善向上を期するために、公衆衛生技術者の養成及び訓練並びに公衆衛生に関する調査研究機関として、厚生省の所管で設立された。
国及び地方公共団体等における公衆衛生技術者を対象とした教育訓練課程があり、その中には、医師などの大学卒業者や大学院修士課程修了者を対象とした課程もあった。世界保健機関 (WHO) は国立公衆衛生院を「School of Public Health（公衆衛生大学院）」として紹介していた。しかし、日本の高等教育制度における大学院に該当する機関ではなかった。

## 年譜
- 1923年（大正12年）9月1日、米国ロックフェラー財団から、関東大震災後の災害地復興援助の一部として、公衆衛生専門家の育成・訓練機関の設立について、日本政府に非公式な連絡があった[4]。
- 1930年（昭和5年）、日本政府は公衆衛生院および学生の臨地訓練機関としての都市および農村保健館の設計図・公衆衛生院の計画案をロックフェラー財団へ送付した。この計画案が、財団で了承され、次いで建築設計の実施案の作製に着手することとなった。政府は東京帝国大学伝染病研究所および同附属病院と同じ敷地内に隣接して建設に着手した[4]。
- 1934年（昭和9年）：内務省内に公衆衛生技術員養成機関建設委員会が設けられ、建設に関する事務を担う。全施設（公衆衛生院の建物・設備・器具・機械・図書・両保健館の建物など）に対する米国ロックフェラー財団の経済的寄与は総額350万ドル超であった[4]。
- 1937年（昭和12年）、公衆衛生院および都市・農村両保健館の建物・器具機器・図書等の準備が完了。建設委員会を通じ、公衆衛生院は日本政府に、都市保健館は東京都に、農村保健館は埼玉県に寄贈された[4]。
- 1938年（昭和13年）3月29日 - 公衆衛生院官制公布により設立（厚生省所管）
東京帝国大学名誉教授林春雄が初代院長となった。発足時の教授は、野辺地慶三博士（初代疫学部長）、斎藤潔博士（初代小児衛生部長、創立15周年記念誌編集委員長、第三代公衆衛生院長）、石川知福博士（初代環境生理科長、昭和23年東京大学医学部初代公衆衛生教授）、川上理一博士（初代衛生統計学部部長）があたった[4]。
- 1940年（昭和15年）12月4日 - 栄養研究所（厚生省所管）と合併し厚生科学研究所となる（勅令第840号）。
- 1941年（昭和16年）4月1日 - 体育研究所（文部省所管）の一部を併合（勅令第278号）
- 1942年（昭和17年）11月1日 - 厚生省研究所（厚生省所管）へ統合（勅令第762号）
- 1946年（昭和21年）5月1日 - 厚生省研究所を廃し、改めて公衆衛生院となる（勅令第249号）
- 1947年（昭和22年）5月1日 - 国立栄養研究所を分離（勅令第175号）
- 1949年（昭和24年）6月1日 - 国立公衆衛生院に改称
- 1965年（昭和40年）に世界保健機関 (WHO) は、国立公衆衛生院のDiploma in Public Healthを諸外国の公衆衛生学修士（MPH）と同等のものと認め、『世界公衆衛生大学年鑑』に収録した[3]。
- 2002年（平成14年）4月1日 - 国立保健医療科学院に改組

### 設立当初の主なスタッフ
国立公衆衛生院創立30周年記念誌による。
- 初代院長 - 林春雄（東京帝国大学名誉教授）
- 疫学部長 - 野辺地慶三
  - 建設委員会幹事野辺地慶三博士（公衆衛生院発足時に伝染病研究所疫学研究室は、公衆衛生院疫学部として、新発足することとなった。初代疫学部長には、野辺地慶三博士が就任した。伝染病研究所疫学部研究室時代は、その性格上微生物関係の研究は、直接行っていなかったが、新設の疫学部は、この方面の研究も併せ行うこととなった）の献身的な努力に負う所が大であった[4]。野辺地慶三博士は、東京帝国大学医科大学を卒業後、伝染病研究所に入り、コレラ菌の血清学的分類法を発見し、この業績は、現在でも適用されている[5]。
- 小児衛生部 - 斎藤潔（第三代院長）
- 環境生理科 - 石川知福（東京大学医学部初代公衆衛生教授）
- 衛生統計学部長 - 川上理一

## 教育訓練課程
国立公衆衛生院には、1980年の時点で次の教育訓練課程があった（昭和55年 厚生省訓令第7号）。
研究課程
公衆衛生学の分野について、自立して研究活動を行うに必要な高度の研究能力及びその基礎となる豊かな学識を養うことを目的とする。
専門課程
広い視野に立って、公衆衛生学に関する精深な学識及び技能を授け、公衆衛生の分野における専門性を要する職業等に必要な高度の能力を養うことを目的とする。
専攻課程
公衆衛生に関する総合的、かつ、高度の知識及び技能を授けることを目的とする。
環境コース、看護コース及び保健コースから成る。
特別課程
公衆衛生に関する生涯教育として、公衆衛生関係業務に従事している者に対し、業務に関する最新の知識及び技能等を授けることを目的とする。

## 建築物

### 沿革

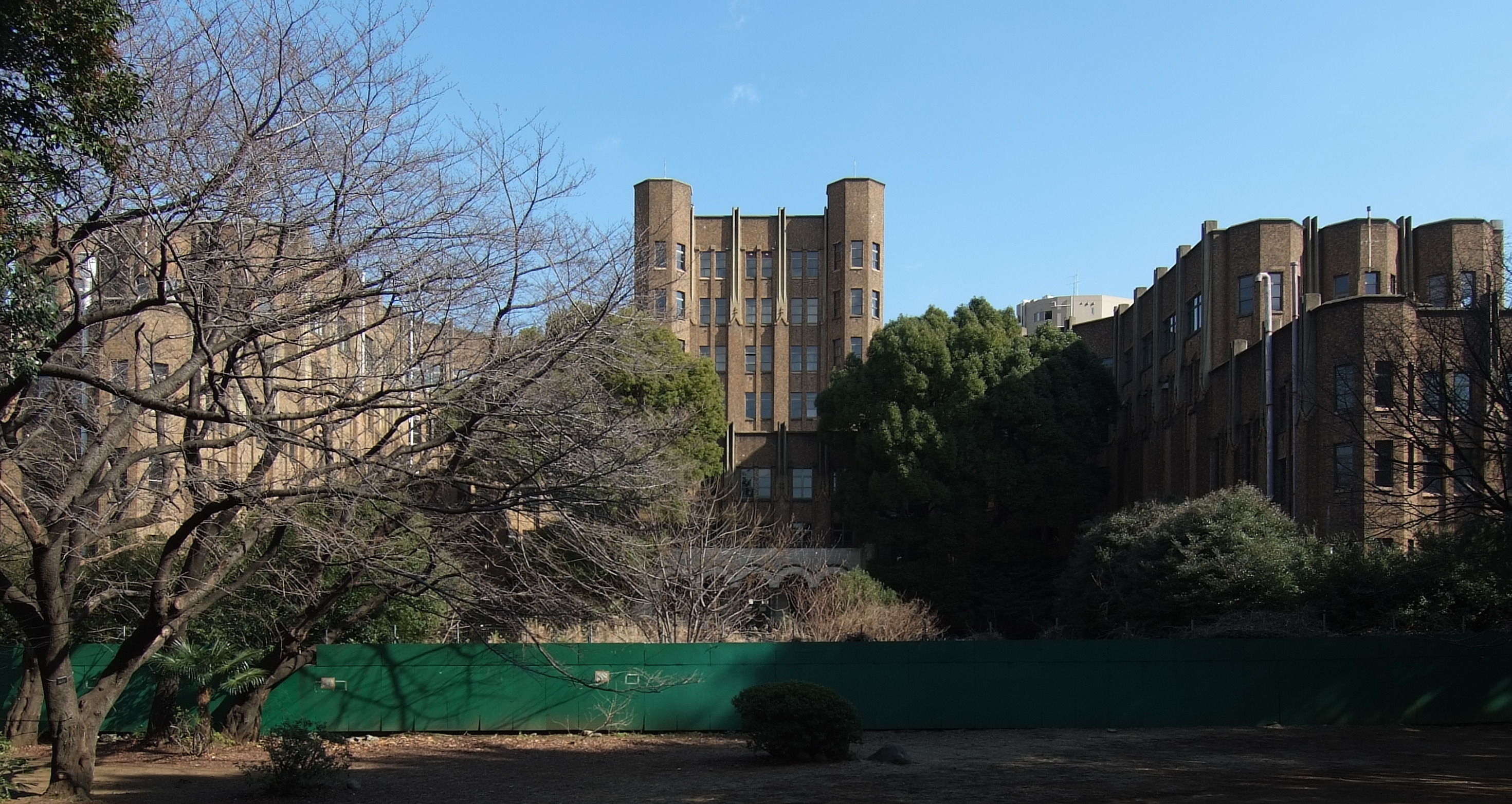
建物外観（2010年）

建築家内田祥三により設計され、1938年（昭和13年）に竣工した。同じく内田祥三設計の東京大学医科学研究所に隣接している。
1982年（昭和57年）に日本建築学会によって、典型的な近代建築として選定され、保存に努めるよう要請された。
公衆衛生院の敷地・建築物は2007年6月に用途廃止となり閉鎖されたが、2009年3月に港区虎ノ門三丁目の旧・港区立鞆絵（）小学校敷地と交換されて港区の所有となった。
港区は旧公衆衛生院の建物に対して耐震補強やバリアフリー化などの改修工事を2016年10月から行い、港区立郷土歴史館・在宅緩和ケア支援センター・子育て関連施設・区民協働スペース・防災関連施設などから成る公共複合施設「ゆかしの杜」として2018年2月に竣工した。
2019年9月27日には「旧公衆衛生院」として港区指定文化財（有形文化財［建造物］）に指定された。

### 構造
建築様式には内田建築の特徴であるゴシック（「内田ゴシック」）の特徴が取り入れられ、城壁のような高層の作りである。白金台の高台に位置し、建物の高さと併せ、広範囲から視認することができた。
中央ホールや院長室のある2・3階と、授業を行う教室や実験室がある4・5階、および、学生寮があった6階と、大きく3種類の用途とデザインに分けられている点が特徴である。
340席を有する4階の講堂は階段状になっている。

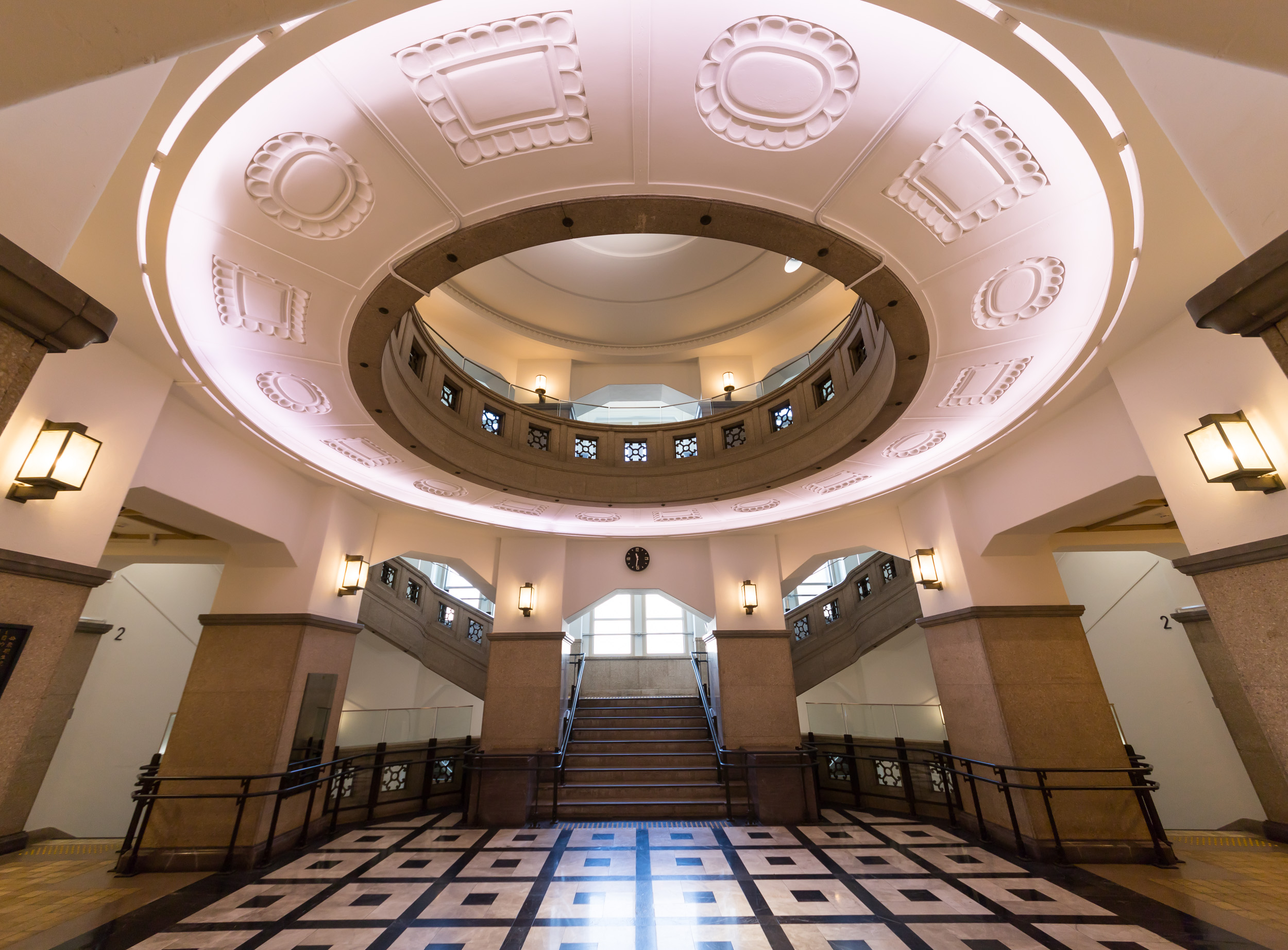
中央ホール
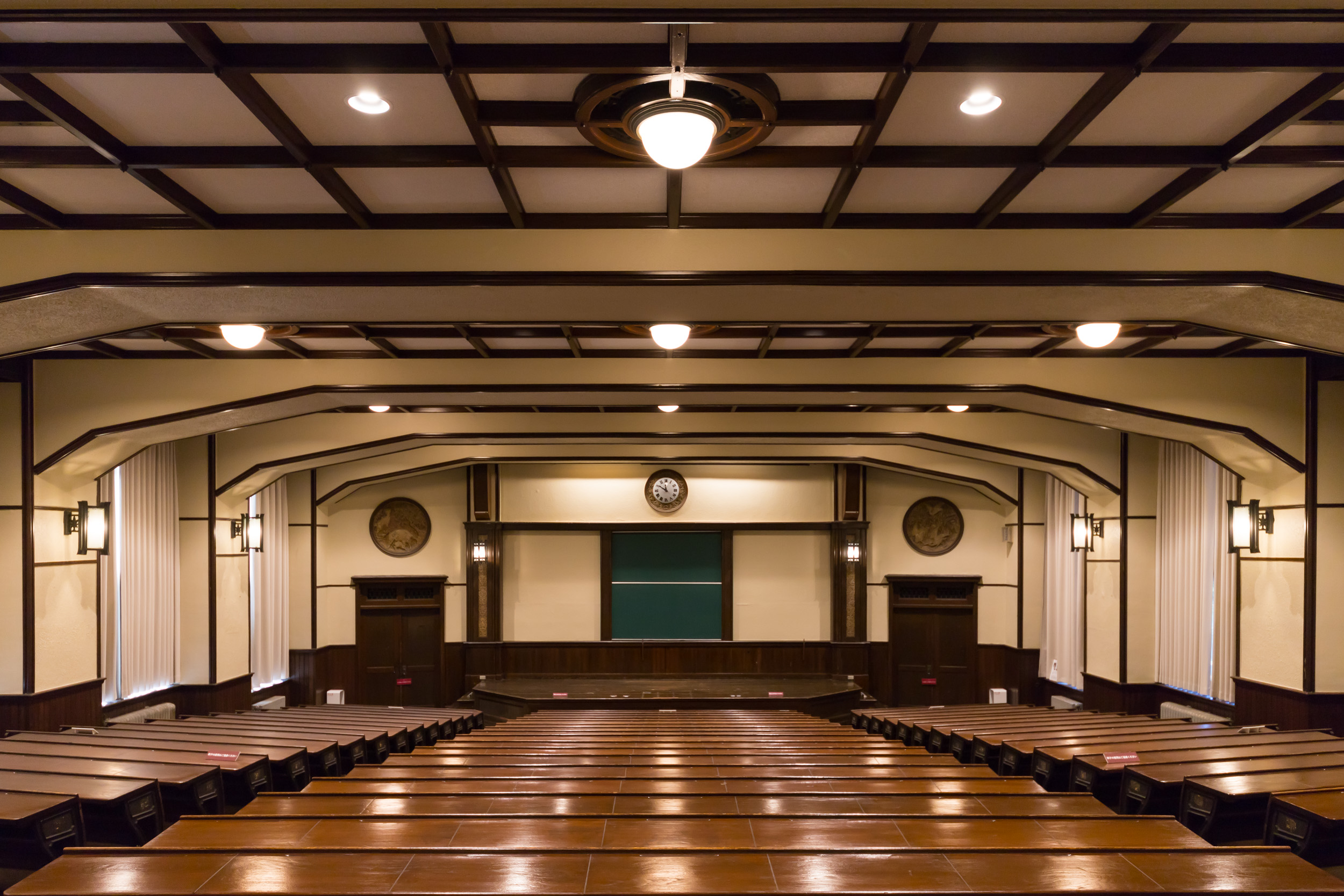
旧講堂
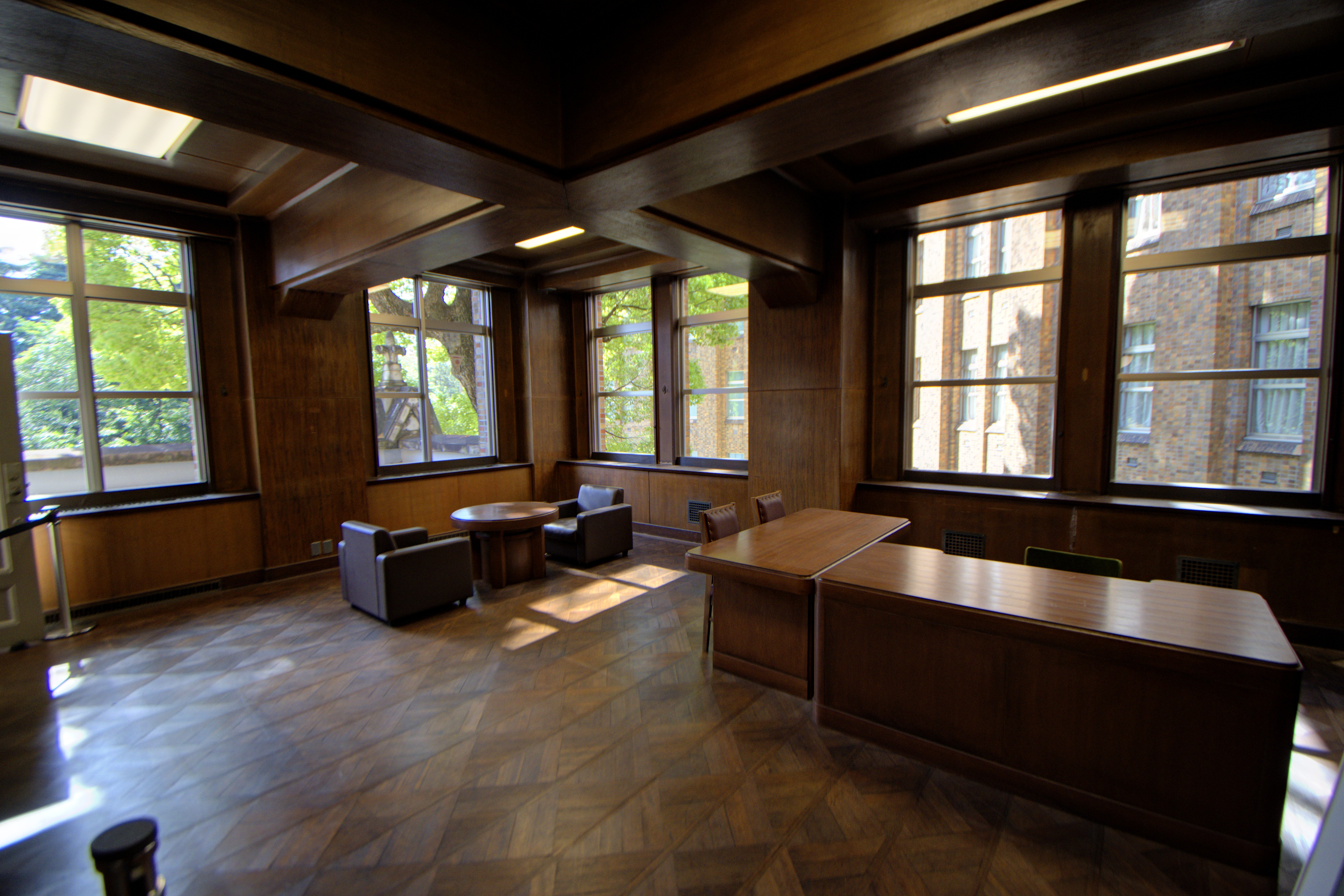
旧院長室

### 見学
「ゆかしの杜」の外観や、中央ホール・旧院長室・旧講堂などの内部は無料で見学ができる。開館日などの詳細は港区立郷土歴史館を参照のこと。

### 逸話
設計者・内田祥三は麻布笄町の自邸（戦後、ソ連大使館として使われたあと消失）から見えるこの建物を気に入っていた。

## 出身者
- 池田耕一（日本大学教授）
- 石井敏弘（聖クリストファー大学教授）
- 石井享子（法政大学教授）
- 稲垣隆司（愛知県副知事、岐阜薬科大学学長）
- 井原成男（お茶の水女子大学教授）
- 上畑鉄之丞（聖徳大学教授）
- 内山巌雄（京都大学教授）
- 衛藤隆（東京大学教授）
- 大井田隆（日本大学教授）
- 尾崎米厚（鳥取大学准教授）
- 梶本雅俊（相模女子大学教授）
- 金子仁子（慶應義塾大学教授）
- 金森雅夫 (びわこ成蹊スポーツ大学 教授)
- 北山秋雄（長野県看護大学教授）
- 国包章一（静岡県立大学教授）
- 郡司篤晃（聖学院大学教授）
- 小林正子（女子栄養大学教授）
- 斎藤泰子（武蔵野大学教授）
- 島田美喜（全国保健センター連合会事務局長）
- 新道幸惠（青森県立保健大学初代学長）
- 神馬征峰（東京大学教授）
- 須藤隆一（東北大学名誉教授、埼玉県環境科学国際センター総長）
- 高野陽（東洋英和女学院大学教授）
- 田中勝 (環境学者)（公立鳥取環境大学教授）
- 中原俊隆（京都大学教授）
- 西田茂樹（福島県衛生研究所所長）
- 橋本修二（藤田保健衛生大学教授）
- 鳩野洋子（九州大学教授）
- 平野かよ子（東北大学教授）
- 福島靖正（医務技監、厚生労働省健康局長、国立保健医療科学院長）
- 藤田利治（数理統計研究所教授）
- 星旦二（首都大学東京教授）
- 三砂ちづる（津田塾大学教授）
- 眞柄泰基 (北海道大学教授)
- 増田修一（静岡県立大学准教授）
- 簑輪眞澄（聖徳大学教授）
- 宮城島一明（国連食糧農業機関 (FAO) ／世界保健機関 (WHO) 食品規格委員会事務局長）
- 守田孝恵（山口大学教授）
- 山田和子（和歌山県立医科大学教授）
- 山田重行（千葉大学看護学部教授）

## 注
1. ↑  “国立保健医療科学院 概要”. 国立保健医療科学院. 2024年8月23日閲覧。
2. 1 2  “国立公衆衛生院教育訓練規程”. 厚生労働省. 2024年8月28日閲覧。
3. 1 2 3  国立公衆衛生院創立30周年記念誌
4. 1 2 3 4 5 6  国立公衆衛生院創立15周年記念誌
5. ↑  ウェブもりおか：盛岡の先人たち：野辺地慶三（岩手県盛岡市）
6. 1 2  “港区文化財総合目録 : 旧公衆衛生院”.   港区立郷土歴史館. 2022年9月18日閲覧。
7. ↑  「移転・再編関連資料 Articles of removal and reconstructions of NIPH」（PDF）『公衆衛生研究』第51巻特別企画、国立公衆衛生院、2002年、118頁、ISSN 09166823、2011年1月15日閲覧。「昭和57年には日本建築学会によって典型的な近代建築として選定され、大切に保存されたい旨要請されている。」
8. ↑  “第２２７回国有財産関東地方審議会議事録”.   財務省関東財務局 (2008年8月4日). 2011年3月14日時点のオリジナルよりアーカイブ。2015年4月7日閲覧。
9. ↑  “港区立郷土歴史館等複合施設「ゆかしの杜」” (PDF). 日本建設業連合会 (2019年). 2024年8月22日閲覧。
10. ↑  “広報みなとNo.2103（令和元年11月1日号）『11月1日〜7日は文化財保護強調週間です』” (PDF).   港区. p. 04. 2022年7月22日閲覧。
11. 1 2 3  『港区指定文化財 旧公衆衛生院 建物見学のご案内』港区立郷土資料館、2020年11月。
12. ↑  内田祥三 INAX REPORT 172号